# Neuner (Film)
Neuner ist eine deutsche filmische Tragikomödie aus dem Jahre 1990 von Werner Masten (Regie) und Jurek Becker (Drehbuch) mit Manfred Krug in der Titelrolle.

## Handlung
Das Leben des bislang erfolgsverwöhnten Theo Neuner scheint in der Wendezeit in jeder Hinsicht Murphys Gesetz zu folgen: Alles, was schiefgehen kann, geht schief. Hatte der bislang wenig skrupelbehaftete westdeutsche Besitzer eines aufstrebenden Baubetriebs gehofft, dass nach dem Mauerfall und der anstehenden deutschen Wiedervereinigung sein Laden brummen würde und er sich vor Aufträgen kaum retten könne, so geschieht genau das Gegenteil: Die Angebote bleiben, ganz entgegen dem allgemeinen Trend eines allumfassenden Baubooms, aus, und ein heiß begehrtes Ost-Grundstück lässt sich doch nicht so leicht in den alleinigen Besitz bringen wie gedacht, sodass Neuners Firma bald vor dem Konkurs steht.
Dann stirbt auch noch Irma, die Geliebte des verheirateten Neuner. Als Theo ihre Schwester Annie in Berlin aufsucht, endet das Gespräch auch anders als erhofft: Sie verlangt Geld für die Beerdigung Annies, das er nicht hat. Zu allem Überfluss verlässt schließlich auch noch Gattin Nora ihren Theo, weil sie nach dem Aufspüren eines Zettels mit Annies Telefonnummer in Theos Jackentasche glaubt, dass ihr Mann mit Annie fremdgeht. Ausgerechnet sein bester Freund Felix Moll scheint daraufhin die Gunst der Stunde zu nutzen und sich an Nora heranzumachen. Neuner beginnen nun sämtliche, berufliche wie private, Zügel zu entgleiten.

## Produktionsnotizen
Neuner entstand zwischen dem 21. Mai und dem 22. Juli 1990 in Berlin und Paderborn und wurde am 8. November desselben Jahres uraufgeführt.
Renée Gundelach und Klaus Gotthardt übernahmen die Herstellungsleitung.

## Wissenswertes
Der überwältigende Erfolg der ARD-Anwaltsserie Liebling Kreuzberg, die von Masten (Regie), Becker (Drehbuch) und Krug (Hauptrolle) auf die Beine gestellt worden war, führte dazu, dass sich das Trio für diese Film-Fernseh-Gemeinschaftsproduktion erneut zusammentat. Der Erfolg war diesmal jedoch überschaubar.

## Auszeichnungen
- Jurek Becker erhielt 1991 das Filmband in Gold
- Manfred Krug erhielt den Bayerischen Filmpreis

## Kritiken
In der Fachzeitschrift Cinema war zu lesen: „Mit diesen Zutaten ist es dem „Liebling Kreuzberg“-Trio … gelungen, eine dramatische Komödie zu drehen, wie sie das Leben hätte schreiben können bzw. geschrieben hat.“
„Ein paar Regieschwächen, aber viel aktueller Witz“, urteilte die Online-Redaktion von Cinema.
Im Lexikon des Internationalen Films heißt es: „Eine zwischen Leichtfertigkeit und bitterem Ernst angesiedelte Komödie, deren realistischer Unterton immer wieder hinter den gagreichen Dialogen hervorbricht. Leider verschenkt die Regie alle Chancen, die das ausgezeichnete Drehbuch und der vitale Hauptdarsteller vorgegeben haben.“
In filmrezensionen-de steht geschrieben: „Insgesamt vollzieht Werner Mastens Film einen Drahtseilakt zwischen Komödie und Tragödie. Auch wenn die Optik von Neuner sehr an diverse Fernseharbeiten erinnert, tut dies der Faszination, mit welcher der Zuschauer sich mit Theo Neuner auf dessen Streifzüge durch Berlin begibt, keinen Abbruch“.